# Cal Blasió
Cal Blasió és una obra amb elements renaixentistes del Palau d'Anglesola (Pla d'Urgell) inclosa a l'Inventari del Patrimoni Arquitectònic de Catalunya.

## Descripció
Habitatge entre mitgeres. Façana de pedra picada en carreus rectangular i de filada. A les obertures varen afegir-s'hi un balcó que trenca la tipologia exterior i unes volades de pedra en les altres obertures.
La casa guarda cert aire senyorívol per les motllures dels muntants de la finestra, la gran llinda tota d'una peça, la imposta de meitat de façana i la cornisa de final de façana.

## Història
Interior i porta d'entrada reformats.